# پامپلونیتا
پامپلونیتا (انگلیسی: Pamplonita) نام یک منطقه مسکونی در کلمبیا است.